# 류위항
류위항(중국어: 刘宇航, 병음: Liu Yuhang, 한자음: 류우항, 2001년 7월 18일 ~ )은 중화인민공화국의 바둑 기사이다. 산시성 린펀시 출신으로 중국기원 소속의 6단이다. 2019년 오청원배 중국바둑 신예쟁패전에서 우승했다.

## 경력
산시성 린펀시 허우마시 출신으로 2016년 프로바둑에 입단했다. 2019년 제3회 오청원배 중국바둑 신예쟁패전 본선에 진출하여 리신이와 정자이샹, 황밍위, 뤼리옌을 차례로 이기고 결승에 올라 팡뤄시를 누르고 우승을 차지했다. 2019년 12월, 6단으로 승단했다. 2020년 2019회 서남왕배 본선 4강에 진출했지만 퉈자시에게 패배하여 탈락했다.